# بيتسبرغ (كانساس)
بيتسبرغ (بالإنجليزية: Pittsburg)‏ هي مدينة في مقاطعة كروفورد في ولاية جنوب شرق كنساس في الولايات المتحدة. وهي أكثر المدن اكتظاظا بالسكان في مقاطعة كراوفورد وفي جنوب شرق كانساس. وحسب تعداد عام 2010، كان عدد سكان المدينة 20,233.

## التركيبة السكانية
قام مكتب تعداد الولايات المتحدة بتحديد بيانات التركيبة السكانية لبيتسبرغ في تعداد الولايات المتحدة. في ما يلي، التركيبة السكانية حسب تعدادي 2000 و2010.

### تعداد عام 2000
بلغ عدد سكان بيتسبرغ 19,243 نسمة بحسب تعداد عام 2000، وبلغ عدد الأسر 7,980 أسرة وعدد العائلات 4,213 عائلة مقيمة في المدينة. في حين سجلت الكثافة السكانية 1,546.2 نسمة لكل ميل مربع (597.0/كم2). وبلغ عدد الوحدات السكنية 8,855 وحدة بمتوسط كثافة قدره 711.5 نسمة لكل ميل مربع (274.7/كم2).
وتوزع التركيب العرقي للمدينة بنسبة.
بلغ عدد الأسر 7,980 أسرة كانت نسبة 25.1% منها لديها أطفال تحت سن الثامنة عشر تعيش معهم، وبلغت نسبة الأزواج القاطنين مع بعضهم البعض 38.0% من أصل المجموع الكلي للأسر، ونسبة 11.2% من الأسر كان لديها معيلات من الإناث دون وجود شريك، وكانت نسبة 47.2% من غير العائلات. تألفت نسبة 34.5% من أصل جميع الأسر من أفراد ونسبة 12.7% كانوا يعيش معهم شخص وحيد يبلغ من العمر 65 عاماً فما فوق. وبلغ متوسط حجم الأسرة المعيشية 2.91، أما متوسط حجم العائلات فبلغ 2.23.
بلغ العمر الوسطي للسكان 28 عاماً. وكانت نسبة 20.8% من القاطنين تحت سن الثامنة عشر، وكانت نسبة 24.1% بين الثامنة عشرة والأربعة وعشرين عاماً، ونسبة 24.1% كانت واقعةً في الفئة العمرية ما بين الخامسة والعشرين والأربعة وأربعين عاماً، ونسبة 16.8% كانت ما بين الخامسة والأربعين والرابعة والستين، ونسبة 14.1% كانت ضمن فئة الخامسة والستين عاماً فما فوق. يوجد لكل 100 أنثى 94.1 ذكر، ويوجد لكل 100 أنثى في الثامنة عشر من عمرها فما فوق 92.0 ذكر.
بلغ متوسط دخل الأسرة في المدينة 24,221 دولار، أما متوسط دخل العائلة فبلغ 36,674 دولار. وكان متوسط دخل الذكور 26,312 دولار مقابل 20,132 دولار للإناث. وسجل دخل الفرد الخاص بالمدينة 15,318 دولار. وكانت نسبة 13.6% من العائلات ونسبة 22.5% من السكان تحت خط الفقر، وكان من هؤلاء نسبة 24.2% تحت سن الثامنة عشر ونسبة 10.3% في الخامسة والستين من العمر وما فوق.

### تعداد عام 2010
بلغ عدد سكان بيتسبرغ 20,233 نسمة بحسب تعداد عام 2010، وبلغ عدد الأسر 8,142 أسرة وعدد العائلات 4,087 عائلة مقيمة في المدينة. في حين سجلت الكثافة السكانية 1,580.7 نسمة لكل ميل مربع (610.3/كم2). وبلغ عدد الوحدات السكنية 9,210 وحدة بمتوسط كثافة قدره 719.5 لكل ميل مربع (277.8/كم2).
وتوزع التركيب العرقي للمدينة بنسبة 87.1% من البيض و 0.9% من الأمريكيين الأصليين و 2.0% من الأمريكيين ذوي الأصول الآسيوية و 0.3% من سكان جزر المحيط الهادئ و 3.3% من الأمريكيين الأفارقة و 3.4% من عرقين مختلطين أو أكثر.
بلغ عدد الأسر 8,142 أسرة كانت نسبة 27.1% منها لديها أطفال تحت سن الثامنة عشر تعيش معهم، وبلغت نسبة الأزواج القاطنين مع بعضهم البعض 33.3% من أصل المجموع الكلي للأسر، ونسبة 12.2% من الأسر كان لديها معيلات من الإناث دون وجود شريك، بينما كانت نسبة 4.8% من الأسر لديها معيلون من الذكور دون وجود شريكة وكانت نسبة 49.8% من غير العائلات. تألفت نسبة 32.8% من أصل جميع الأسر من أفراد ونسبة 10.8% كانوا يعيش معهم شخص وحيد يبلغ من العمر 65 عاماً فما فوق. وبلغ متوسط حجم الأسرة المعيشية 2.97، أما متوسط حجم العائلات فبلغ 2.31.
بلغ العمر الوسطي للسكان 26.2 عاماً. وكانت نسبة 20.7% من القاطنين تحت سن الثامنة عشر، وكانت نسبة 27% بين الثامنة عشرة والأربعة وعشرين عاماً، ونسبة 23.3% كانت واقعةً في الفئة العمرية ما بين الخامسة والعشرين والأربعة وأربعين عاماً، ونسبة 17.3% كانت ما بين الخامسة والأربعين والرابعة والستين، ونسبة 11.7% كانت ضمن فئة الخامسة والستين عاماً فما فوق. وتوزع التركيب الجنسي للسكان بنسبة 49.9% ذكور و50.1% إناث.